# Frères Pâris
Pour les articles homonymes, voir Paris (homonymie).

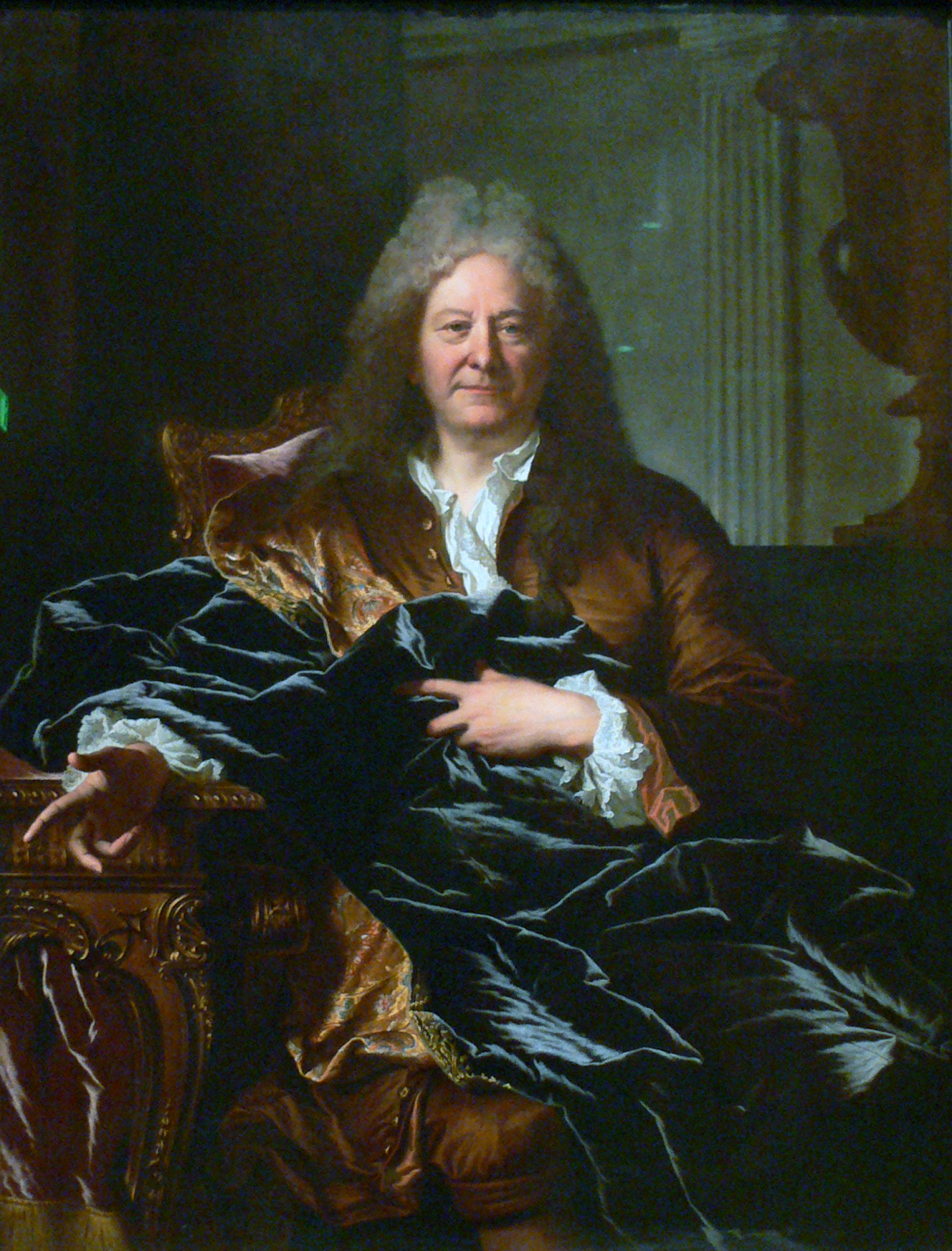
Antoine Pâris (1668-1733) par Hyacinthe Rigaud, portrait peint en 1724.

Les frères Pâris sont quatre financiers français des XVIIe et XVIIIe siècles. Ils sont les fils d'un munitionnaire aubergiste de Moirans dans le Dauphiné. 
- Antoine Pâris dit « Le Grand Pâris », Comte de Sampigny et baron de Dagonville (1668-1733) ;
- Claude Pâris dit « La Montagne » du nom de l'auberge paternelle, Seigneur de Moirans, Serpaize et autres lieux (1670-1744) ;
- Joseph Pâris dit « Duverney », Seigneur de Plaisance et du Verney (1684-1770) ;
- Jean Pâris dit « de Montmartel » (on trouve aussi Monmartel), Marquis de Brunoy, Comte de Chateaumeillant, Seigneur de Villers, de Marigny et autres lieux (1690-1766).

## Une origine méconnue
Les quatre frères Pâris sont nés à Moirans (Dauphiné) où une branche de la Famille Pâris originaire de Franche-Comté s'était installée du fait de la terrible guerre de Trente Ans. Moirans étant idéalement localisée entre l'Italie, la Savoie, le Dauphiné et la France pour mener leurs activités de munitionnaires. Les parents auraient tenu l'auberge de la Montagne. Leur père, Jean Pâris, fils de Jonas Pâris était maire perpétuel de Moirans. Jonas Pâris, a été anobli par Louis XIV vers 1658 pour faits de guerre[réf. nécessaire]. Leur mère est Justine Trenonay, ou Justine Trenonay-La Montagne (du nom de l'auberge, d'où également le nom souvent donné à leur deuxième fils, Claude, connu comme Claude Pâris de la Montagne).
Ils ont une sœur, Marthe Pâris, née en 1673 (la troisième des enfants, entre Claude et Joseph). Elle épousera Joseph Nugues de Perratière, receveur des tailles à Grenoble, qui faisait partie du réseau d'accointances de la famille, et aura avec lui deux filles : Justine Nugues de Perratière (1697-1747) et Catherine Nugues de Perratière (1698-1761), et deux fils : - François Nugues de Perratière, lieutenant-colonel du régiment de cavalerie Royal-Roussillon ; et - Claude Nugues de Perratière qui prendra une part active à la prospérité de la famille, notamment avec l'exploitation de la mine de plomb argentifère bretonne de Pont-Péan ; il héritera de son cousin Armand-Louis Pâris, fils de Jean Pâris de Montmartel (son oncle maternel, donc, à qui il avait acheté Toucy en 1751).
Dans l'économie des campagnes de Savoie d'alors, les auberges font partie des quelques endroits privilégiés glanant des bribes des échanges transalpins ; petits profits qu'ils partagent avec les maîtres de poste, les voituriers et les seigneurs péagers. Une seule autre famille de la région saura autant profiter des opportunités de cette route transalpine : la famille Crétet, basée à Pont-de-Beauvoisin, qui fit fortune d'abord par la contrebande principalement d'étoffes indiennes dont l'importation était interdite en France, puis en étendant ses activités aux assurances (contre les incendies) et à la grande finance (création de la Banque de France) ; l'un des petits-fils, Emmanuel Crétet, deviendra ministre de l'Intérieur sous Napoléon Bonaparte et premier directeur de la Banque de France. Rappelons que ce coin de France est également le pays de Mandrin.
Les quatre jeunes frères Pâris sont mis à contribution par des munitionnaires dans le cadre du ravitaillement des armées françaises en Italie, servant de guides aux convois dans les montagnes du Dauphiné.

## Une incroyable ascension
Accusés d'avoir accaparé des blés pendant une disette, ils doivent quitter le Dauphiné. Les deux frères aînés vont travailler à Paris chez des munitionnaires ; un peu plus tard, les deux autres frères les rejoignent. Tous les quatre demeurent solidaires et évoluent rapidement vers des situations de plus en plus importantes.

## Une influence de premier plan
Les Pâris s'enrichissent et créent un réseau de relations dans les plus hautes sphères du royaume sous les règne de Louis XIV et de Louis XV. Sous le règne de Louis XV, après la mort du vieux cardinal de Fleury qui faisait office de premier ministre, ils bénéficient de l'influence de Madame de Pompadour.
Jean Pâris de Monmartel est le parrain de la marquise de Pompadour et peut-être son père.
Ils font construire un pavillon à Bercy près du bord de la Seine, le Pâté-Pâris qu'ils occupent peu de temps en raison des inondations.

### Sous la régence de Philippe d’Orléans (1715-1723)
Joseph Paris prit la direction des affaires familiales. Il obtint le Bail des fermes, mais les critiques qu’il lança contre le système de Law le firent exiler avec ses frères en juillet 1720.
Rappelé quelques mois plus tard après la chute du système de Law, Joseph Paris fut nommé en 1721 à la tête de la commission du visa, chargée de réviser la fortune de tous ceux qui, grâce au système de Law, avaient fait des bénéfices exagérés. Il permit à l’État d'annuler environ 1 500 millions de livres de créances.

### Sous le ministère du Duc de Bourbon (1723-1726)
Jouissant de la confiance absolue du duc de Bourbon, qui le fit secrétaire de ses commandements, Joseph Pâris, avec ses frères, eut pratiquement la direction des finances de France de 1723 à 1726. Les Pâris, constatant que les receveurs généraux conjuguaient deux fonctions : celle de collecteur d'impôts et celle de bailleurs de fonds de la monarchie, mirent en place un contrôle de l'activité des financiers, afin d'accélérer les rentrées d'argent et de réduire les intérêts. Pour cela ils créèrent une organisation comptable innovante permettant de connaître positions comptables et ventilation des recettes et des dépenses. Lorsqu'ils furent éloignés du pouvoir, en 1726, ces outils de contrôles furent supprimés.
Joseph Pâris lança l’idée en 1725, d’une caisse d’amortissement de la dette publique, créa de nouveaux impôts, rétablit le droit de joyeux avènement.
Joseph Pâris contribua aussi (associé en cela par la marquise de Prie ) au mariage de Louis XV et de Marie Leszczynska.

### Sous le ministère Fleury (1726-1743)
Joseph Pâris fut exilé de 1726 à 1729 à la suite d’une conspiration contre le Cardinal Fleury. Les frères Pâris reprirent leurs affaires.

### Sous le règne personnel de Louis XV
Joseph Pâris fit créer en 1751 l’École militaire, dont il fut le premier intendant. Son frère, Pâris de Montmartel, fut fait marquis de Brunoy par Louis XV et devint Garde du Trésor Royal.